# Robert Mallet-Stevens
Pour les articles homonymes, voir Robert Mallet, Mallet et Stevens.
Robert Mallet-Stevens est un architecte et designer français, né le 24 mars 1886 à Paris, où il est mort le 8 février 1945. Il fit partie du mouvement moderne, fut un célèbre décorateur de cinéma dans les années 1920 pour Marcel L'Herbier ou Jean Renoir, et directeur de l'école des beaux-arts de Lille.

## Biographie
Né au 60 boulevard Malesherbes, à Paris, dans une famille de collectionneurs, son père Maurice Mallet, établi au 13 de la rue du Helder, est expert en tableaux de ventes publiques et sa mère est la fille du critique d'art Arthur Stevens, frère du peintre belge Alfred Stevens. Il est un neveu de Suzanne Stevens, l'épouse du financier belge Adolphe Stoclet qui fit construire à Bruxelles le palais qui porte son nom. L'homogénéité avant-gardiste de ce bâtiment aura probablement exercé une forte influence sur les choix esthétiques ultérieurs de Robert Mallet-Stevens qui prend le nom de son père et de sa mère.
|  |  |                |                |                |                |                                 |                                 |                                 |                                 |                                     |                                 |                            |                            |                              |                              |                              |                              |                              |                              | Arthur "Graham" STEVENS (nl) (-1890) | Arthur "Graham" STEVENS (nl) (-1890) | Arthur "Graham" STEVENS (nl) (-1890) | Arthur "Graham" STEVENS (nl) (-1890) | Arthur "Graham" STEVENS (nl) (-1890) | Arthur "Graham" STEVENS (nl) (-1890) |                       |                       | Élisa COLLART  | Élisa COLLART  | Élisa COLLART  | Élisa COLLART  | Élisa COLLART | Élisa COLLART |                 |                 |                             |                             |                             |                             |                             |                             |                             |                             |                             |                             |                             |                             |
|  |  |                |                |                |                |                                 |                                 |                                 |                                 |                                     |                                 |                            |                            |                              |                              |                              |                              |                              |                              | Arthur "Graham" STEVENS (nl) (-1890) | Arthur "Graham" STEVENS (nl) (-1890) | Arthur "Graham" STEVENS (nl) (-1890) | Arthur "Graham" STEVENS (nl) (-1890) | Arthur "Graham" STEVENS (nl) (-1890) | Arthur "Graham" STEVENS (nl) (-1890) |                       |                       | Élisa COLLART  | Élisa COLLART  | Élisa COLLART  | Élisa COLLART  | Élisa COLLART | Élisa COLLART |                 |                 |                             |                             |                             |                             |                             |                             |                             |                             |                             |                             |                             |                             |
|  |  |                |                |                |                |                                 |                                 |                                 |                                 |                                     |                                 |                            |                            |                              |                              |                              |                              |                              |                              |                                      |                                      |                                      |                                      |                                      |                                      |                       |                       |                |                |                |                |               |               |                 |                 |                             |                             |                             |                             |                             |                             |                             |                             |                             |                             |                             |                             |
|  |  |                |                |                |                |                                 |                                 |                                 |                                 |                                     |                                 |                            |                            |                              |                              |                              |                              |                              |                              |                                      |                                      |                                      |                                      |                                      |                                      |                       |                       |                |                |                |                |               |               |                 |                 |                             |                             |                             |                             |                             |                             |                             |                             |                             |                             |                             |                             |
|  |  | Jeanne STEVENS | Jeanne STEVENS | Jeanne STEVENS | Jeanne STEVENS | Jeanne STEVENS                  | Jeanne STEVENS                  |                                 |                                 | Georges HÉBERT (1837-1904)          | Georges HÉBERT (1837-1904)      | Georges HÉBERT (1837-1904) | Georges HÉBERT (1837-1904) | Georges HÉBERT (1837-1904)   | Georges HÉBERT (1837-1904)   |                              |                              | Juliette STEVENS             | Juliette STEVENS             | Juliette STEVENS                     | Juliette STEVENS                     | Juliette STEVENS                     | Juliette STEVENS                     |                                      |                                      | Maurice MALLET        | Maurice MALLET        | Maurice MALLET | Maurice MALLET | Maurice MALLET | Maurice MALLET |               |               | Suzanne STEVENS | Suzanne STEVENS | Suzanne STEVENS             | Suzanne STEVENS             | Suzanne STEVENS             | Suzanne STEVENS             |                             |                             | Adolphe STOCLET (1871-1949) | Adolphe STOCLET (1871-1949) | Adolphe STOCLET (1871-1949) | Adolphe STOCLET (1871-1949) | Adolphe STOCLET (1871-1949) | Adolphe STOCLET (1871-1949) |
|  |  | Jeanne STEVENS | Jeanne STEVENS | Jeanne STEVENS | Jeanne STEVENS | Jeanne STEVENS                  | Jeanne STEVENS                  |                                 |                                 | Georges HÉBERT (1837-1904)          | Georges HÉBERT (1837-1904)      | Georges HÉBERT (1837-1904) | Georges HÉBERT (1837-1904) | Georges HÉBERT (1837-1904)   | Georges HÉBERT (1837-1904)   |                              |                              | Juliette STEVENS             | Juliette STEVENS             | Juliette STEVENS                     | Juliette STEVENS                     | Juliette STEVENS                     | Juliette STEVENS                     |                                      |                                      | Maurice MALLET        | Maurice MALLET        | Maurice MALLET | Maurice MALLET | Maurice MALLET | Maurice MALLET |               |               | Suzanne STEVENS | Suzanne STEVENS | Suzanne STEVENS             | Suzanne STEVENS             | Suzanne STEVENS             | Suzanne STEVENS             |                             |                             | Adolphe STOCLET (1871-1949) | Adolphe STOCLET (1871-1949) | Adolphe STOCLET (1871-1949) | Adolphe STOCLET (1871-1949) | Adolphe STOCLET (1871-1949) | Adolphe STOCLET (1871-1949) |
|  |  |                |                |                |                |                                 |                                 |                                 |                                 |                                     |                                 |                            |                            |                              |                              |                              |                              |                              |                              |                                      |                                      |                                      |                                      |                                      |                                      |                       |                       |                |                |                |                |               |               |                 |                 |                             |                             |                             |                             |                             |                             |                             |                             |                             |                             |                             |                             |
|  |  |                |                |                |                | Jean HÉBERT-STEVENS (1888-1943) | Jean HÉBERT-STEVENS (1888-1943) | Jean HÉBERT-STEVENS (1888-1943) | Jean HÉBERT-STEVENS (1888-1943) | Jean HÉBERT-STEVENS (1888-1943)     | Jean HÉBERT-STEVENS (1888-1943) |                            |                            | Pauline PEUGNIEZ (1890-1987) | Pauline PEUGNIEZ (1890-1987) | Pauline PEUGNIEZ (1890-1987) | Pauline PEUGNIEZ (1890-1987) | Pauline PEUGNIEZ (1890-1987) | Pauline PEUGNIEZ (1890-1987) |                                      |                                      | Robert MALLET-STEVENS                | Robert MALLET-STEVENS                | Robert MALLET-STEVENS                | Robert MALLET-STEVENS                | Robert MALLET-STEVENS | Robert MALLET-STEVENS |                |                |                |                |               |               |                 |                 | Jacques STOCLET (1903-1961) | Jacques STOCLET (1903-1961) | Jacques STOCLET (1903-1961) | Jacques STOCLET (1903-1961) | Jacques STOCLET (1903-1961) | Jacques STOCLET (1903-1961) |                             |                             |                             |                             |                             |                             |
|  |  |                |                |                |                | Jean HÉBERT-STEVENS (1888-1943) | Jean HÉBERT-STEVENS (1888-1943) | Jean HÉBERT-STEVENS (1888-1943) | Jean HÉBERT-STEVENS (1888-1943) | Jean HÉBERT-STEVENS (1888-1943)     | Jean HÉBERT-STEVENS (1888-1943) |                            |                            | Pauline PEUGNIEZ (1890-1987) | Pauline PEUGNIEZ (1890-1987) | Pauline PEUGNIEZ (1890-1987) | Pauline PEUGNIEZ (1890-1987) | Pauline PEUGNIEZ (1890-1987) | Pauline PEUGNIEZ (1890-1987) |                                      |                                      | Robert MALLET-STEVENS                | Robert MALLET-STEVENS                | Robert MALLET-STEVENS                | Robert MALLET-STEVENS                | Robert MALLET-STEVENS | Robert MALLET-STEVENS |                |                |                |                |               |               |                 |                 | Jacques STOCLET (1903-1961) | Jacques STOCLET (1903-1961) | Jacques STOCLET (1903-1961) | Jacques STOCLET (1903-1961) | Jacques STOCLET (1903-1961) | Jacques STOCLET (1903-1961) |                             |                             |                             |                             |                             |                             |
|  |  |                |                |                |                |                                 |                                 |                                 |                                 |                                     |                                 |                            |                            |                              |                              |                              |                              |                              |                              |                                      |                                      |                                      |                                      |                                      |                                      |                       |                       |                |                |                |                |               |               |                 |                 |                             |                             |                             |                             |                             |                             |                             |                             |                             |                             |                             |                             |
|  |  |                |                |                |                |                                 |                                 |                                 |                                 | François HÉBERT-STEVENS (1922-1995) |                                 |                            |                            |                              |                              |                              |                              |                              |                              |                                      |                                      |                                      |                                      |                                      |                                      |                       |                       |                |                |                |                |               |               |                 |                 |                             |                             |                             |                             |                             |                             |                             |                             |                             |                             |                             |                             |

### Formation initiale
Il se forme à l'École spéciale d'architecture de Paris entre 1903 et 1906 et se montre intéressé au premier chef par la collaboration entre les différentes formes d'art selon les préceptes établis par Viollet le Duc qui avait créé l'école avec Émile Trélat en 1865. Par sa famille, en partie bruxelloise, il fréquente le Palais Stoclet, qui eut une influence déterminante, tant dans les lignes architecturales que dans le projet global pensé par son architecte Josef Hoffmann.
Il publie différents articles en collaboration avec Jacques Rœderer, dans la revue britannique The Architectural Review à partir de 1907, puis dans les revues belges Le Home et Tekhné, ainsi que pour le périodique français L'Illustration. De 1917 à 1940, il publie plus d'une centaine d'articles dans différents supports et pour différents publics.
Mobilisé en 1914 dans l'aviation française, il est photographe aérien.

### Entre cinéma et architecture

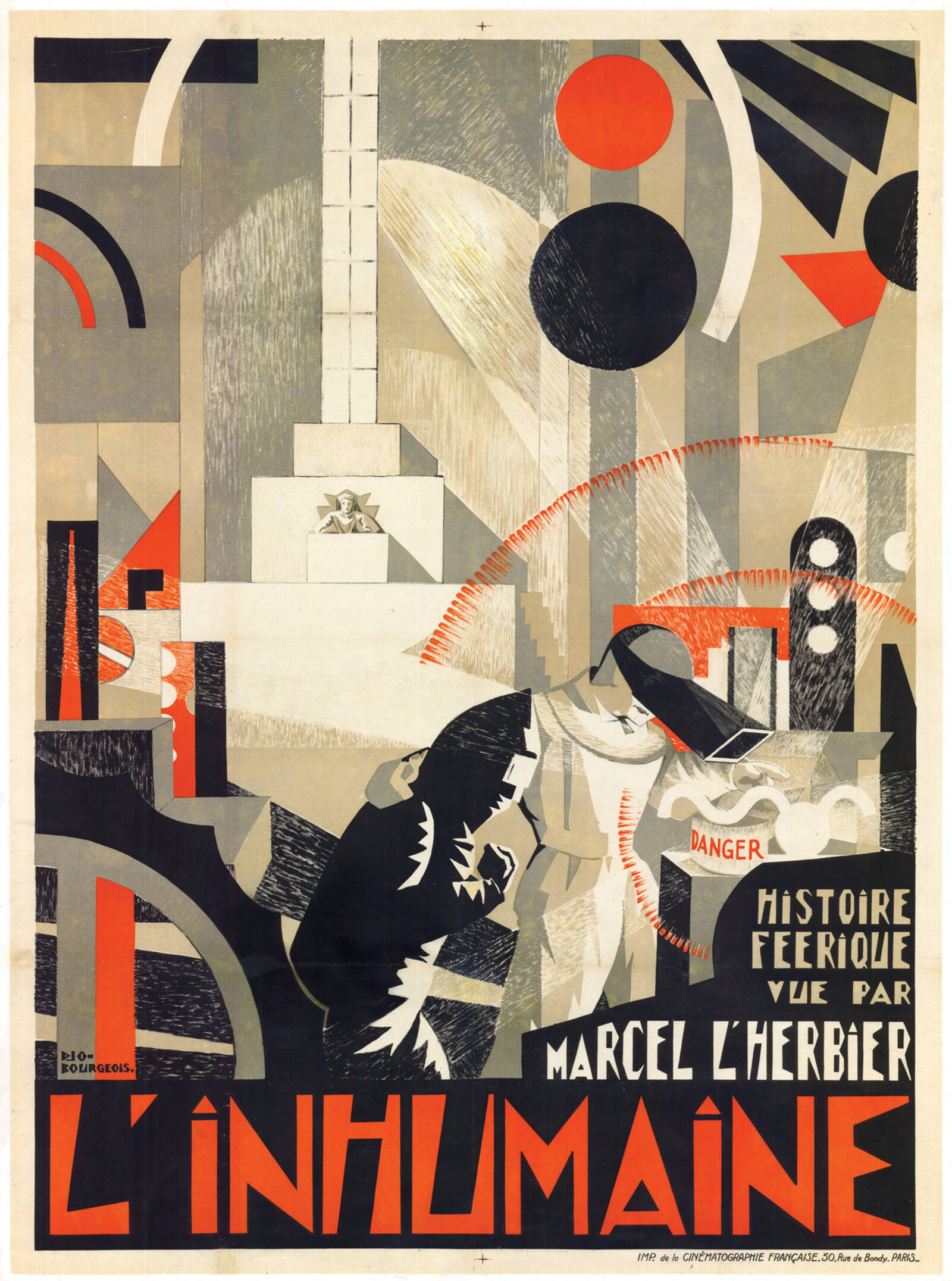
Affiche du film L'Inhumaine de Marcel L'Herbier (1924).

Dès 1919, Robert Mallet-Stevens est reconnu comme une figure montante du style moderne présenté au Salon d'Automne de Paris dans l'entourage du couturier Paul Poiret, au nombre de ces créateurs (Fernand Nathan, André Groult, Paul Baignères, Drésa, André Mare), « salade où s'entremêlaient, avec infiniment de talent, des réminiscences de style Directoire, le néo-pompéien ressuscité […] voire la funèbre géométrie des salles de musique allemandes… ». Au Salon d'Automne de 1922, il expose une maquette très remarquée pour un projet d'aéro-club.
Robert Mallet-Stevens publie en 1922 aux éditions Massin Une cité moderne, un portfolio de 32 dessins réalisés entre 1917 et 1922 donnant à voir un projet de ville idéale avec cinéma, banque, musée, halles, pavillon de sports, palais de justice, maisons ouvrières, hôtel de voyageurs, mairie, arrêt de tramway, église et immeuble de rapport. En 1924, Robert Mallet-Stevens présente au Salon d'Automne ses projets d'urbanisme. Le critique d'art Guillaume Janneau écrit à ce propos : « L'art de Robert Mallet-Stevens est le plus laconique et le plus dépouillé qu'aucune autre formule ». Plus loin, il ajoute : « Créateur d'une formule de décor cinématographique, Mallet-Stevens est l'un des théoriciens de l'esthétique moderne, (…) rationaliste et logicienne. ». De 1921 à 1923, il entreprend la construction de la villa Paul Poiret à Mézy-sur-Seine dans les Yvelines, qui demeure inachevée en raison de la faillite du couturier, jusqu'à son rachat en 1930 par l'actrice Elvire Popesco. En 1924, il rénove l'Hôtel des Roches Noires à Trouville-sur-Mer.
Cependant, il s'oriente d'abord, et pour une vingtaine d'années, vers la création de meubles et de décors de cinéma, notamment ceux de L'Inhumaine de Marcel L'Herbier en 1924, en collaboration avec Paul Poiret pour les costumes, des meubles par Pierre Chareau, des peintures de Fernand Léger. Pour ce film, le réalisateur déclare : « Nous voulions que ce soit une sorte de résumé, de résumé provisoire de tout ce qu'était la recherche plastique en France deux ans avant l'exposition des Arts décoratifs. Le film était aussi destiné à l'Amérique, à cause de la renommée dont jouissait là-bas Georgette Leblanc. ». Mais Robert Mallet-Stevens a également travaillé pour des réalisateurs de films de reconstitution historique comme Les Trois Mousquetaires ou Vingt Ans après d'Henri Diamant-Berger. Dans la lignée de Ricciotto Canudo, dont il était un proche, Mallet-Stevens considérait le cinéma comme un art à part entière. En 1928, il publie aux éditions Massin son traité, Le décor moderne au cinéma. Il réalise 18 décors de films entre 1920 et 1929. Certains de ces décors, parfois à échelle 1, sont pour l'architecte de véritable laboratoire. Ainsi, notamment dans l'Inhumaine, il y a un véritable parallélisme entre le futur programme architectural de Mallet-Stevens et le batiment qui abrite le "laboratoire". De la même façon, certains décors intérieurs ne sont pas sans évoquer les futurs aménagements de la villa Cavrois. Véritable outil le décor du cinéma est pour Mallet-Stevens le meileur moyen d'expérimenter son vocabulaire architectural, faisant ainsi passer la fiction (les décors de cinéma) à la réalité (les réalisations architecturales).

## Décorateur et architecte

### La villa Noailles

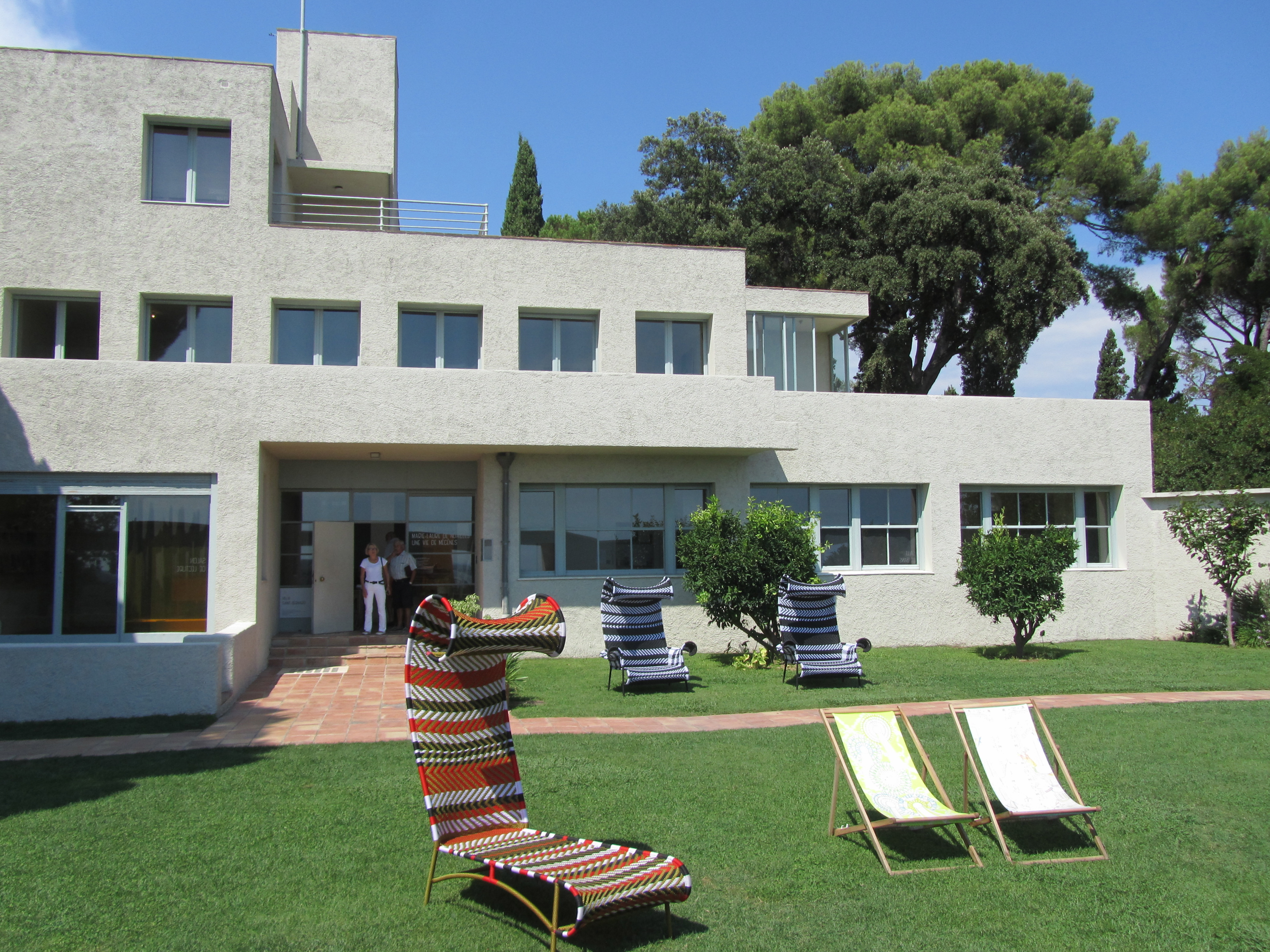
La villa Noailles à Hyères.

En 1923-1928, le vicomte Charles de Noailles lui commande la villa Noailles située sur la colline du château d'Hyères, dont le premier noyau est achevé en 1925 et dont les extensions vont se succéder jusqu’en 1933. " Elle fait partie du mouvement rationaliste, privilégié à l’époque de Viollet-Le-Duc. De style moderne, elle s’inscrit totalement dans l’esprit de la rationalité et de la fonctionnalité. Dans cet architecture, on y célèbre un nouvel art de vivre où le corps et la nature sont privilégiés. Il répond à un objectif simple : laisser entrer la lumière et en faire l’élément central du bâtiment."
Pour la piscine de celle-ci, il crée, en 1923-1925, le « Fauteuil Transat », en tube de tôle laquée et toile, qui constitue l'un des tout premiers meubles modernes à structure métallique. Au Salon des artistes décorateurs de 1924, il remarque certains créateurs, invités par Pierre Chareau à exposer ensemble, qui se distinguent en prônant l’assujettissement de la structure à la fonction et l'usage de meubles à fonctions combinées ou dialoguant, voire s'intégrant aux volumes intérieurs, comme Francis Jourdain et Eileen Gray, mais aussi Pierre Legrain, et appelle ceux-ci pour décorer la villa Noailles. En 1925, Djo-Bourgeois aménage la salle à manger, puis en 1926 quatre chambres au mobilier intégré et, dans les salles voûtées, un bar coloré ; tandis que Pierre Legrain est chargé d'une chambre.
En contact avec le mouvement De Stijl, Mallet-Stevens demande à Sybold van Ravesteyn de réaliser des meubles en bois et métal peints de couleurs primaires, dont un lit à table de nuit intégrée et une table avec tiroir et, entre 1925 et 1926, la polychromie de la chambre d'amis du 2e étage. De même, Eileen Gray présente un tapis et une desserte pour la chambre de Madame, dotée également d'une chaise de Francis Jourdain, d'un lit de Djo-Bourgeois et d'un fauteuil de Dominique, Charlotte Perriand une table de jeu pliante et Sonia Delaunay des « tissus simultanés ». Enfin, Pierre Chareau qui, lors de l'exposition internationale de 1925 à Paris s'était distingué par la réalisation du bureau-bibliothèque du Pavillon d’une ambassade française, constitué d'éléments intégrés aux parois et en partie mobiles, conçoit en 1925 et crée en 1928 un lit suspendu à des barres métalliques pour la chambre en plein air réalisée sur la terrasse, isolée par des parois de ferronneries escamotables dessinées par Jean Prouvé et agrémentée de chaises Wassily en tubes d'acier de Marcel Breuer, mais aussi l'ameublement de la chambre de Monsieur et des sièges pour le petit salon. En 1927, Chareau réalisera également pour Mallet-Stevens l'un des exemplaires de ses bureaux en fer forgé avec plateau et tiroir pivotants. En 1929, Man Ray y tourne le court-métrage Les Mystères du château de Dé.

### L'exposition internationale des arts décoratifs

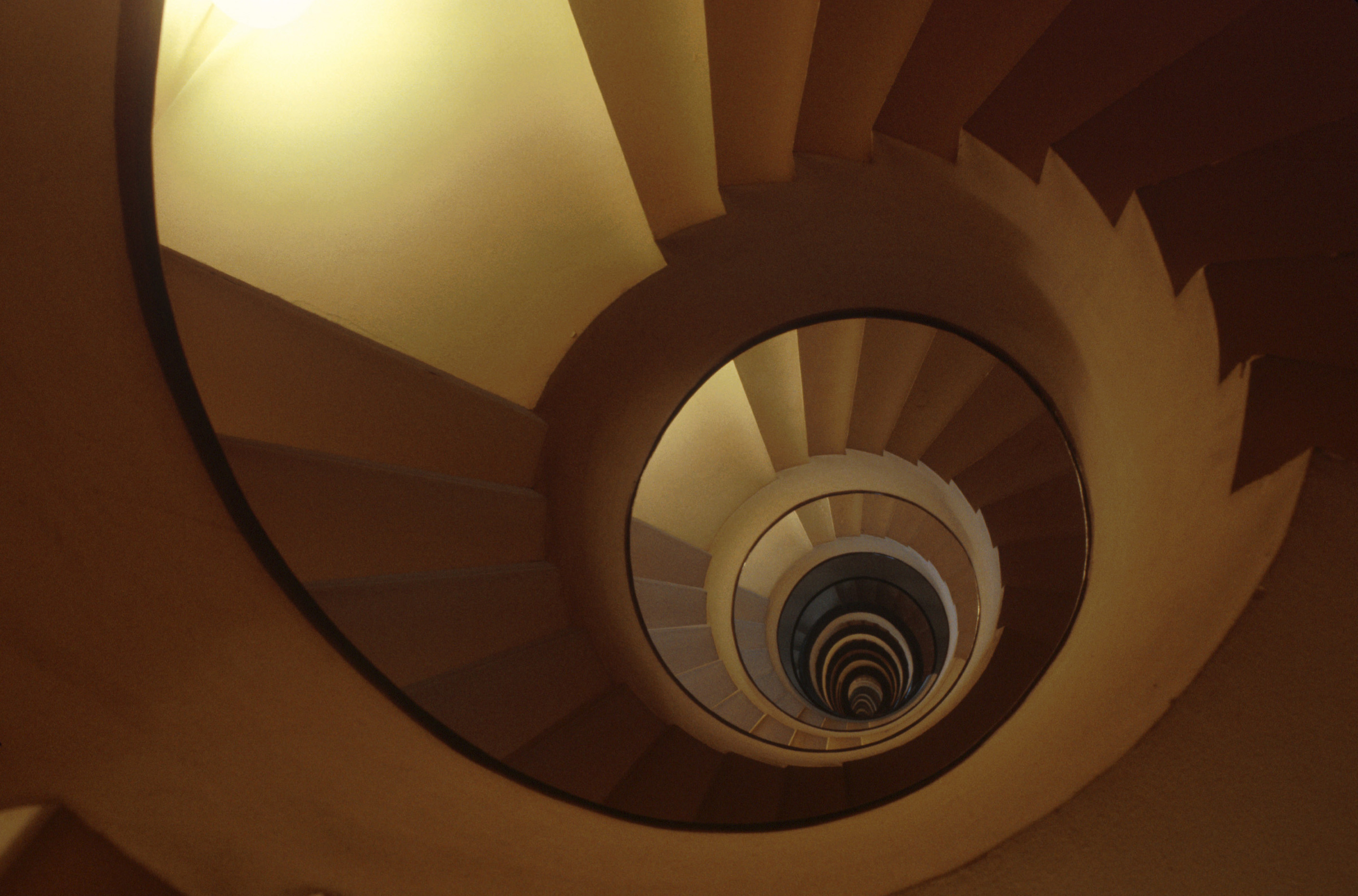
Volée d'escaliers intérieure de l'hôtel Martel, rue Mallet-Stevens à Paris.

L'exposition internationale des Arts décoratifs et industriels modernes de 1925 consacre le triomphe du style Art Déco, dont le mot d'ordre prône « le retour à la tradition décorative française et le rejet du pastiche ». Mallet-Stevens y réalise le pavillon du tourisme avec son campanile de 36 m de haut qui fera école dans le monde entier, le hall du pavillon intitulé « une ambassade française », réalisé par la société des artistes décorateurs avec Pierre Chareau, Georges Chevalier, Francis Jourdain, Maurice Dufrêne et André Groult, ainsi que des arbres cubistes en ciment armé des sculpteurs Jean et Joël Martel.
En 1926, il élève la villa Collinet à Boulogne-Billancourt, faisant partie d'un ensemble de trois maisons accolées, dont la villa Cook confiée à Le Corbusier et la villa Dubin de Louis-Raymond Fischer. De 1926 à 1934, il réalise plusieurs hôtels particuliers bordant la rue Mallet-Stevens à Paris, dont l'Hôtel Martel pour les frères Martel en 1926-1927 au no 10, décoré par Francis Jourdain, Charlotte Perriand et Gabriel Guevrekian, ainsi que le sien propre en 1927 au no 12, qui accueille son cabinet d'architecte et pour lequel il réalise également en 1927 un mobilier de métal laqué, dont un bureau à piètement de tube d'acier nickelé,. Des vitraux sont exécutés par Louis Barillet et des grilles et des portes par Jean Prouvé. La même année, il édifie le casino de Saint-Jean-de-Luz.
En 1928, il réalise un immeuble de rapport au no 7, rue Méchain à Paris, où Tamara de Lempicka installe son atelier jusqu'aux années 1950.
Exclu de fait de la délégation française au second congrès international d'architecture moderne (CIAM), tenu à Francfort en 1929, par l'Allemand Sigfried Giedion (lequel s'oppose au rôle majeur de l'art décoratif en architecture), Mallet-Stevens est, la même année, l'un des fondateurs et le premier président de l'Union des Artistes modernes (UAM), réunissant des artistes décorateurs et architectes avant-gardistes.

### La villa Cavrois

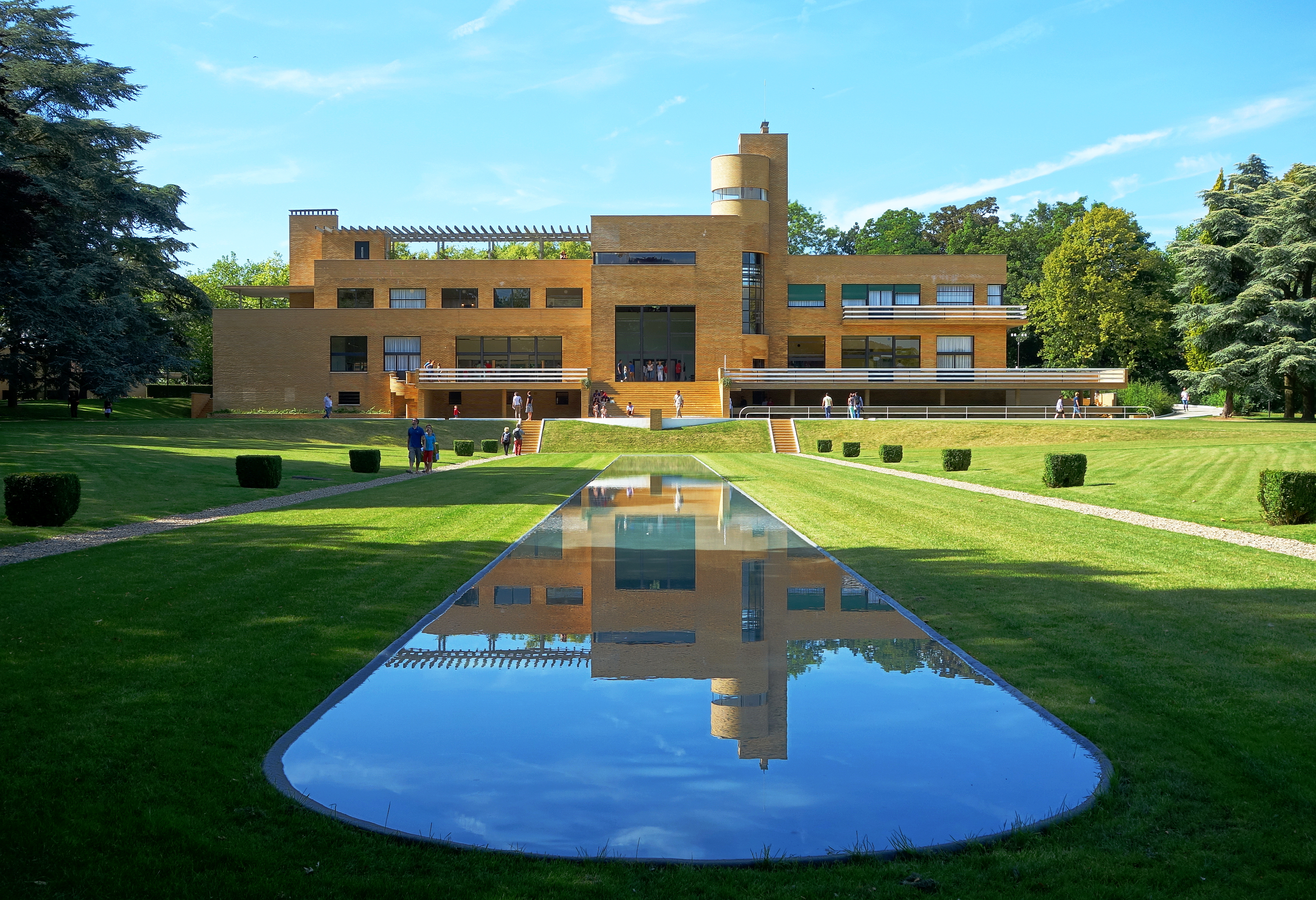
La villa Cavrois à Croix, près de Lille.

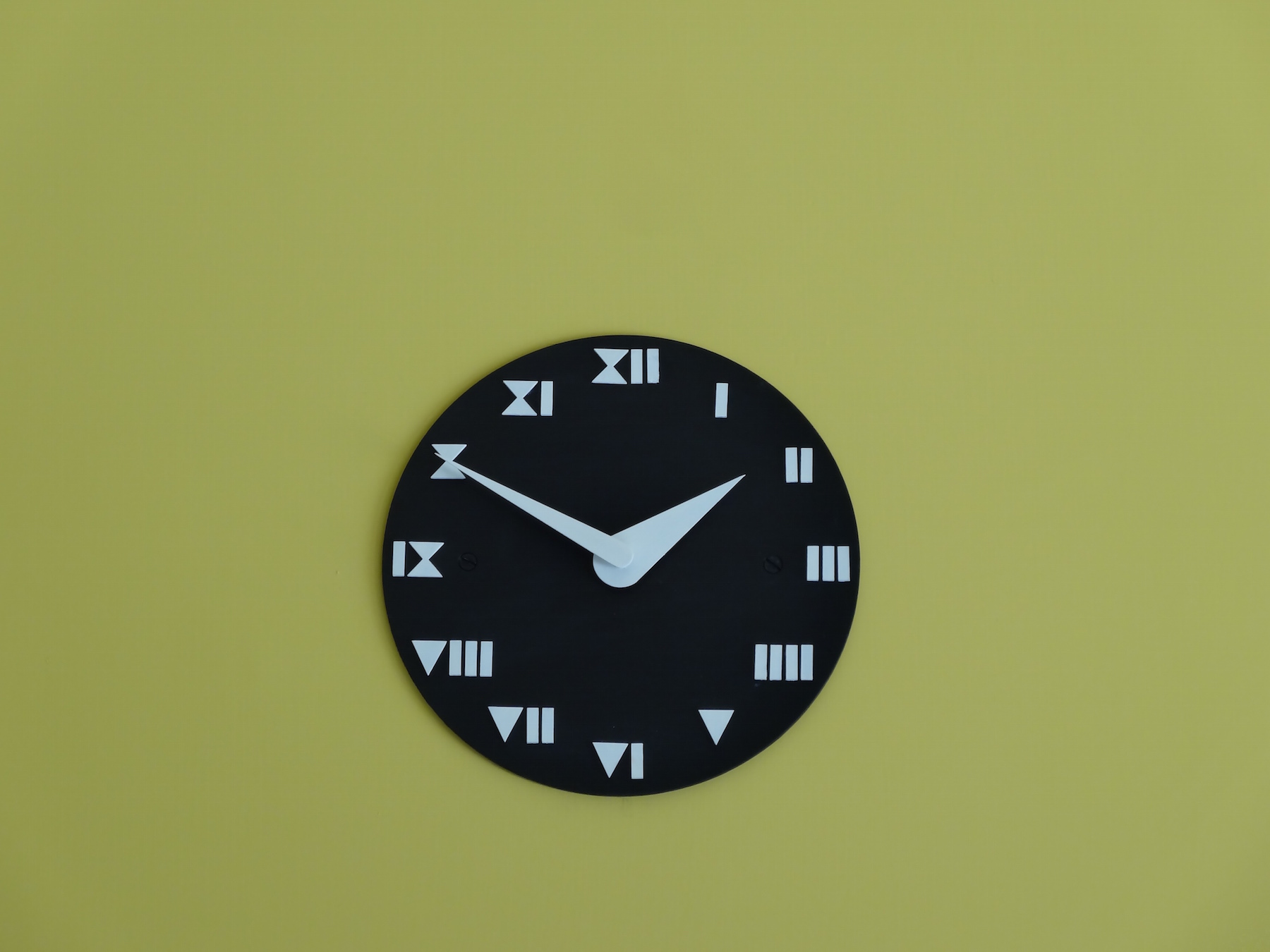
Modèle d'horloge synchronisée et installée dans chaque pièce de la villa Cavrois

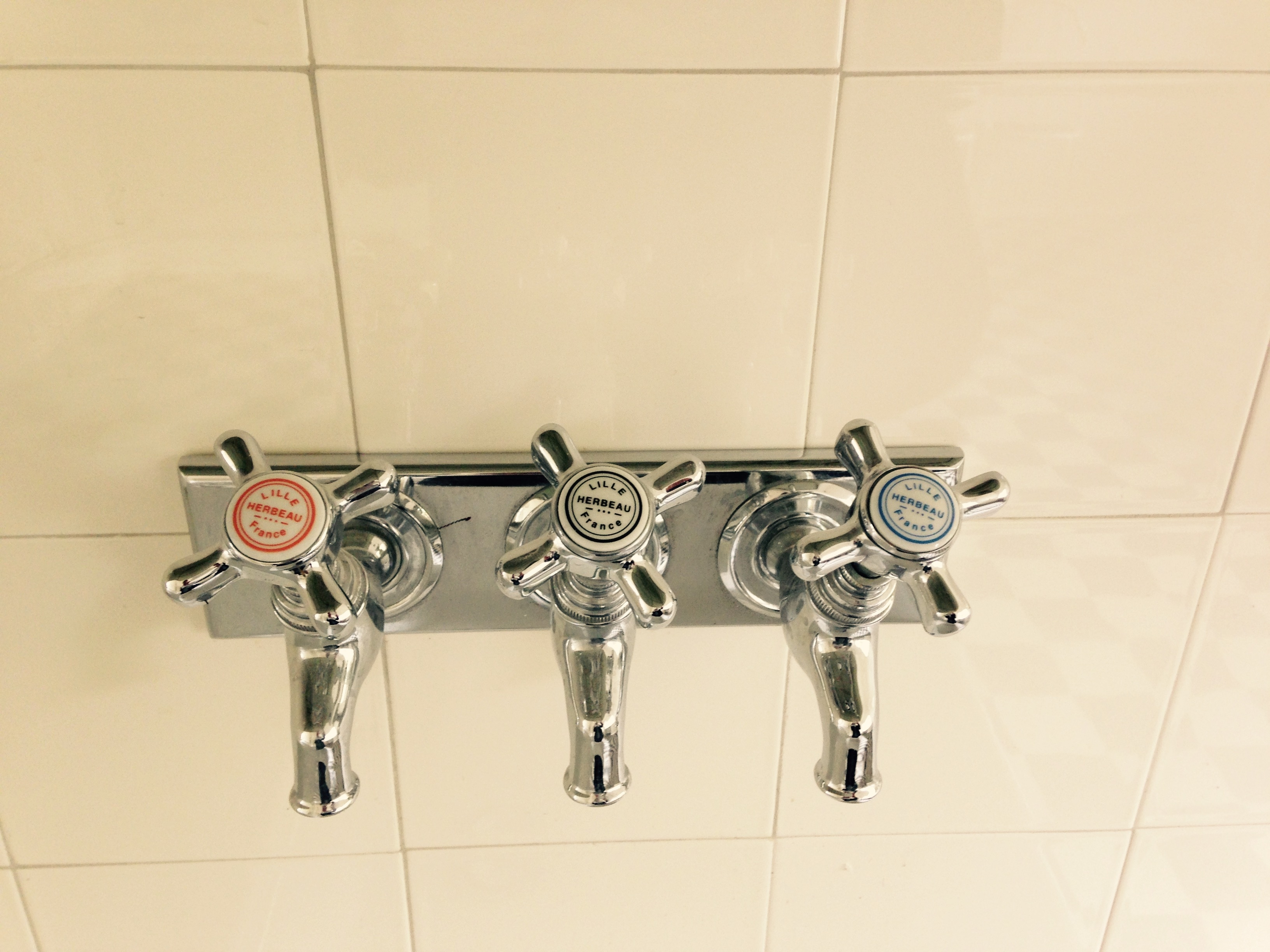
Robinet d'eau chaude, d'eau adoucie et d'eau froide, villa Cavrois

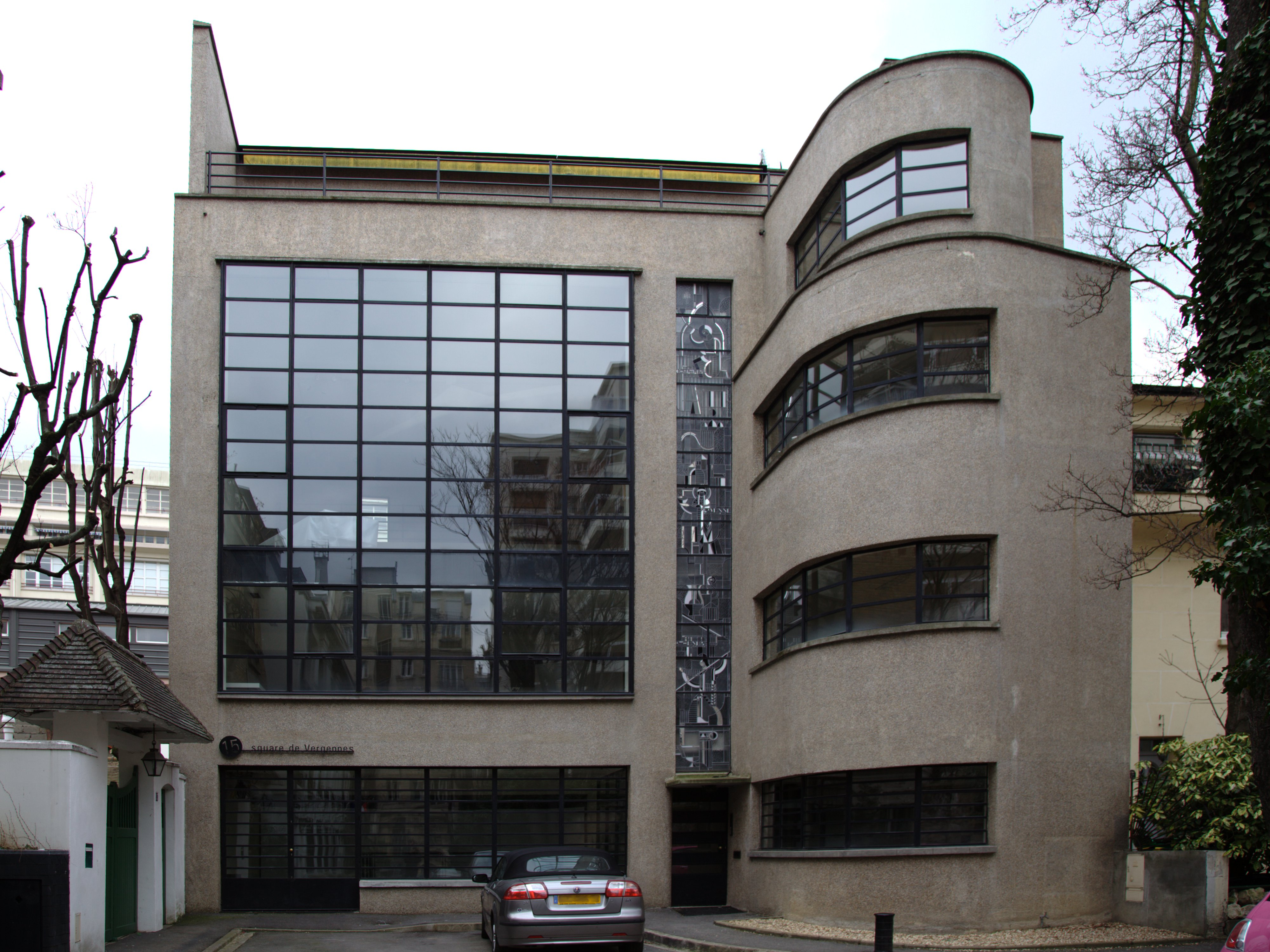
Maison-atelier de Louis Barillet à Paris.

De 1929 à 1932 il réalise son chef-d’œuvre, la villa Cavrois, construite à Croix dans le Nord, pour l'industriel du textile et des laines Paul Cavrois. Cette villa familiale est pensée pour une famille avec sept enfants. Elle présente 2 400 m2 habitables, une hauteur sous-plafond de plus de 6 m, et 1 000 m2 de terrasses sur trois étages et sous-sol. Le programme se présente ainsi selon les mots de Mallet-Stevens : « Le vrai luxe, c’est vivre dans un cadre lumineux, gai, largement aéré, bien chauffé, avec le moins de gestes inutiles et le minimum de serviteurs. » Pour la cuisine, il crée, entre 1929 et 1931, une chaise en tube d'acier à dossier cintré, qui sera déclinée en plusieurs versions jusqu'en 1939. Il demande à Théo van Doesburg d'ordonner une chambre. Le 6 janvier 1932, il donne une conférence radiotéléphonique à la Tour Eiffel où il exprime et synthétise ses idées et l'apport de la Science à l'Architecture que ce soit sur l'hygiène, l'éclairage, le son. Il explique en partie l'utilisation des horloges synchronisées ou des haut-parleurs de TSF qu'il a mis en place à la villa Cavrois : « Construire ce n'est plus seulement monter quatre murs qui portent des planchers (…), c'est utiliser au mieux le béton armé, le chauffage central, les ascenseurs, le téléphone, les appareils ménagers, la climatisation, les appareils sanitaires, l'évacuation des ordures, les parois insonores, les enduits imperméables, les appareils à doucir l'eau, l'étanchéité des terrasses, les sources électriques, de rayons ultra-violets, la ventilation naturelle imaginée par un Knapen, l'ensoleillement des locaux même au nord, l'éclairage indirect grâce à des surfaces créées par un Salomon, l'acoustique étudiée par un Gustave Lyon… ».
Cette même année, il construit la maison-atelier de son ami le vitrailliste Louis Barillet, au 15 square Vergennes, dans le 15e arrondissement de Paris.

### La tentation universitaire - 1935-1939
En octobre 1935, il accepte sa nomination en qualité de directeur de l'école des beaux-arts de Lille, succédant à Émile Gavelle. Il dévoile un programme novateur et ambitieux affichant d'emblée les noms d'intervenants réputés membres de l'union des artistes modernes. Il imagine des bâtiments pour baptiser cette nouvelle ère en 1936. Mais l'entrée en guerre l'oblige à partir loin du front ; il démissionne en octobre 1939, alors que l'exposition du progrès social, à laquelle Mallet-Stevens associe ses étudiants et son réseau, vient d'ouvrir le 15 mai pour 5 mois.

### L'exposition universelle de 1937
En 1934, il présente au Salon d'Automne une « Cabine de bateau de troisième classe » réalisée pour le concours de cabines de bateau de l'OTUA.
Puis il propose avec Jacques Carlu un projet pour un musée de la République au Trocadéro à Paris.
Il construisit presque exclusivement pour des clients privés, son unique commande publique ayant été la réalisation d'une caserne de pompiers à Paris en 1936. Il n'en est pas moins considéré aujourd'hui comme l'une des figures majeures de l'architecture française de l'entre-deux-guerres, en tant que l'un des principaux représentants du Mouvement moderne.
À l'occasion de l'exposition internationale des arts et des techniques de 1937, Robert Mallet-Stevens, membre de la commission préparatoire, est chargé de la construction de cinq pavillons : le Palais de l'Électricité et de la Lumière, celui de la Solidarité nationale, celui de l’Hygiène, celui du service d'exploitation industrielle des tabacs et allumettes et celui des Cafés du Brésil. Mais il démissionne avec éclat lorsque la commission prête un « mauvais esprit » au courant qu'il incarne avec l'UAM. Edmond Labbé (1868-1944), pionnier de l'enseignement technique qui vient juste de prendre sa retraite, est nommé commissaire général par le gouvernement français. Robert Mallet-Stevens réalisera les pavillons mais l'UAM sera écartée des commissions.

### La Seconde Guerre mondiale
Pendant l'occupation, il se réfugia avec sa famille en zone libre (à Penne-d'Agenais, dans le Lot-et-Garonne) pour protéger sa femme, Andrée, née Léon-Bernheim (ils se sont mariés en 1928), qui était juive. Malade (il consulte à l'hôpital à Vichy dès 1941), il continue cependant à travailler pour les magasins de chaussures Bally.
Il meurt à Paris le 8 février 1945.

### Perception du personnage et de son œuvre
L'apport de Mallet-Stevens n'aurait été pleinement apprécié qu'après sa mort (quelques rares historiens de l'architecture le considèrent comme un dandy ou un couturier).
Entre-temps, beaucoup de ses réalisations avaient été laissées à l'abandon (comme la villa Cavrois), remaniées voire démolies (comme la concession Alfa Romeo à Paris). En 1975, la villa Noailles est classée par l'État mais son mobilier pillé, tout comme celui de la villa Cavrois est dispersé en vente publique.
Ce n'est que dans les années 1980 que son œuvre a commencé à être reconnue comme une sorte d'optimum des années 1930 entre recherche esthétique et exigence de fonctionnalité. Cette redécouverte, marquée notamment par une rétrospective au Centre national d'art et de culture Georges-Pompidou en 2005, a entraîné la réhabilitation de plusieurs bâtiments.
Toutes les archives de l'architecte ont été détruites à sa demande, à l'exception de celles qui ont été données en 1961 au Musée des arts décoratifs de Paris par sa femme, décédée en 1980.
Il repose au cimetière de Passy aux côtés de sa grand-mère, Mathilde Kindt. Jusqu'en 1927, il a habité au 236 rue du Faubourg-Saint-Honoré à Paris.

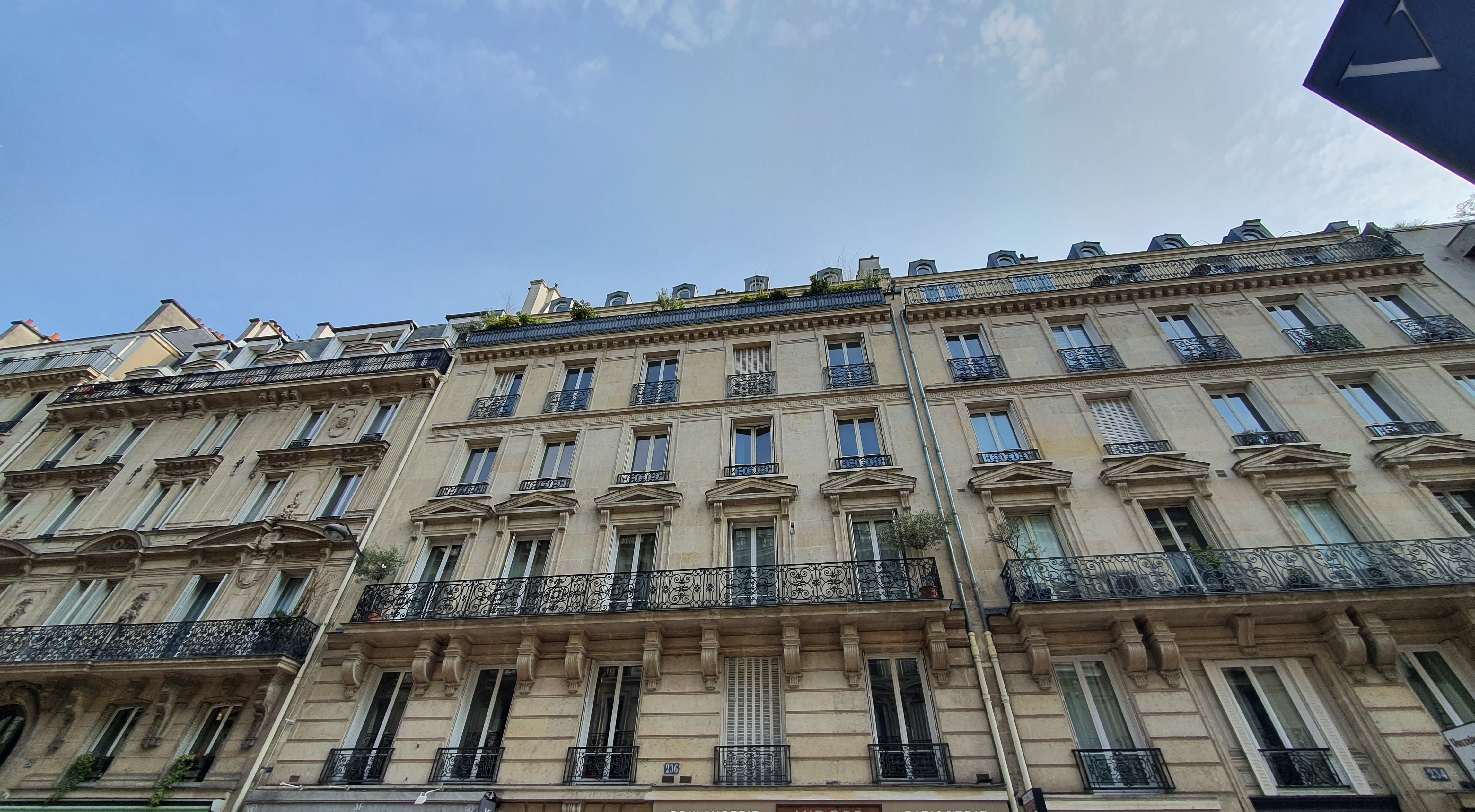
Domicile de Robert Mallet-Stevens, rue du Faubourg-Saint-Honoré à Paris.

## Œuvres architecturales

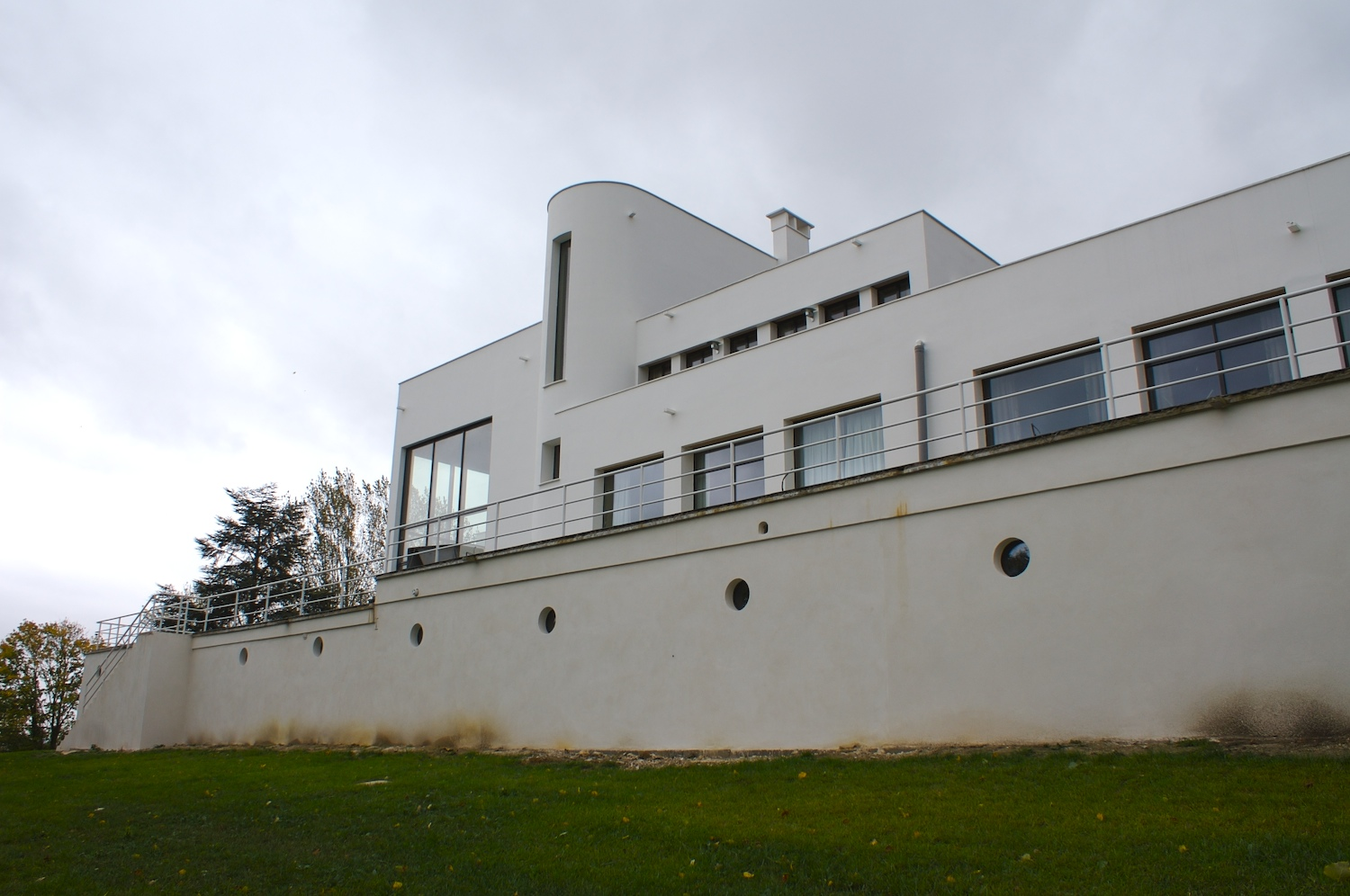
Villa Paul Poiret à Mézy-sur-Seine.

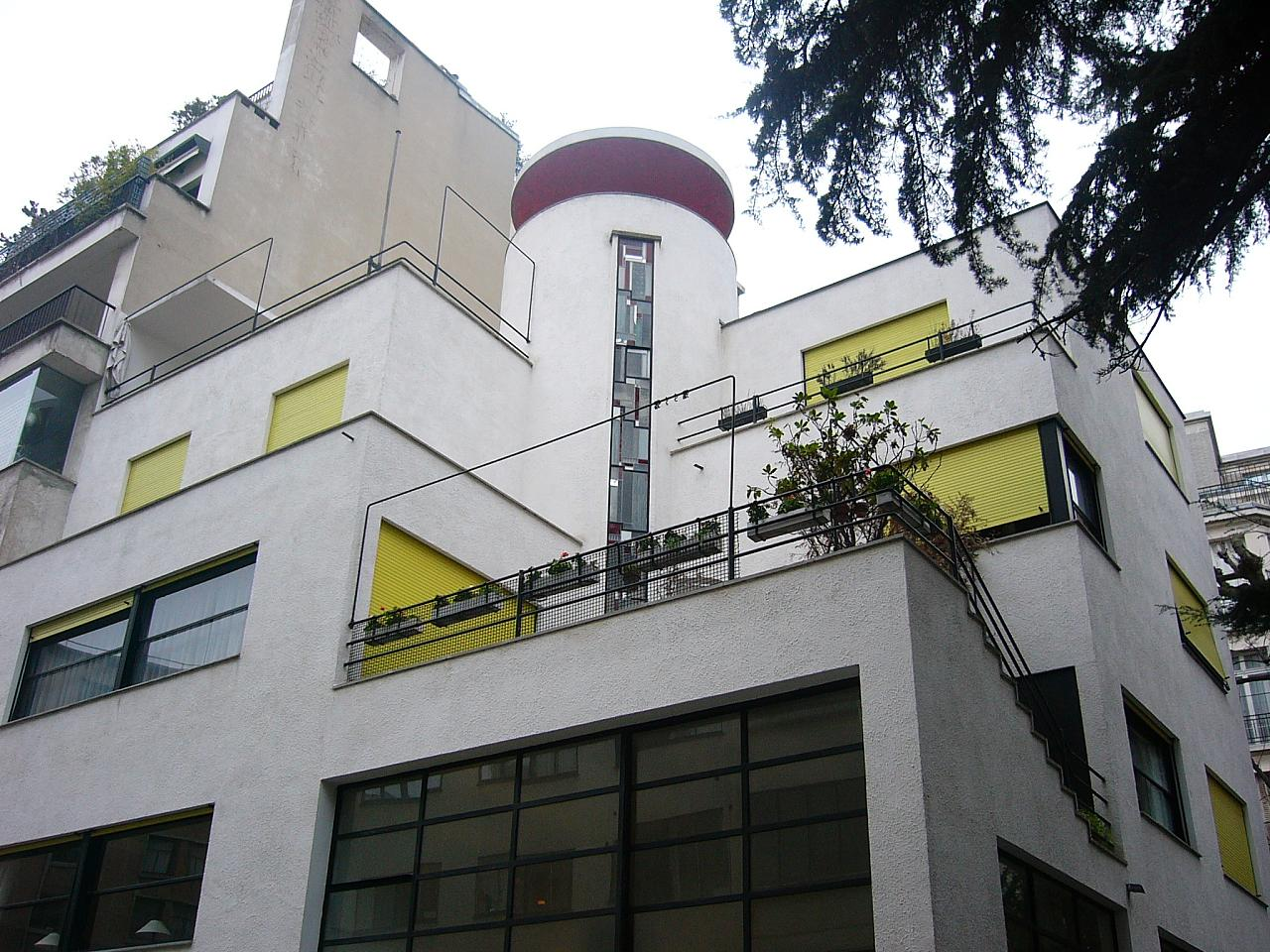
Hôtel Martel, rue Mallet-Stevens à Paris.

- 1912 : Agencement de la succursale de New York qu'ouvre la couturière Jeanne Paquin[50]
- 1913 : Pavillon d'exposition à Gand.
- 1914 : Projet de maison de campagne pour monsieur Jules Écorcheville.
- 1914 : Projet de villa pour la couturière Jeanne Paquin à Deauville.
- 1914 : Pavillon d'exposition à Lyon.
- 1915 : Pavillon d'exposition à San Francisco.
- 1921-1923 : Villa Paul Poiret[51] à Mézy-sur-Seine (Yvelines). Construction inachevée par suite de la faillite du couturier.
- 1923 : participation à la décoration des nouveaux salons du couturier André Melnotte-Simonin du 4, rue de la Paix - Inauguration le 27 octobre 1923[52].
- 1923-1928 : Villa Noailles[53],[54] à Hyères. Commande du vicomte Charles de Noailles, la villa abrite aujourd'hui un centre d'art et d'architecture.
- 1924 : Rénovation de l'hôtel des Roches Noires[55] à Trouville-sur-Mer (transformé en appartements en 1950).
- 1925 : Villa Augier-Prouvost[56] à Ville-d'Avray.
- 1925 : Pavillon du Tourisme, à l'exposition internationale des Arts Décoratifs et industriels modernes de Paris.
- 1925 : Garage Alfa Romeo, 36 rue Marbeuf, Paris 8e (détruit).
- 1926 : Villa Collinet[57],[58], 8 rue Denfert-Rochereau à Boulogne-Billancourt.
- 1926-1934 : Hôtels particuliers bordant la rue Mallet-Stevens, dont notamment la villa des sculpteurs Jean et Joël Martel[59], au no 10, Paris 16e.
- 1927 : Le mobilier et son agence d'architecture, construite au no 12 rue Mallet-Stevens, dans son hôtel particulier.
- 1928 : Immeuble de rapport au no 7 de la rue Méchain[60], Paris 14e, accueillant notamment l'appartement-atelier de Tamara de Lempicka[61].
- 1928 : Hôtel - Casino La Pergola à Saint-Jean-de-Luz.
- 1928 (juillet) : Bar de dégustation Cafés du Brésil au 32 de l'avenue de Wagram[62]. Ce projet suit celui du carrefour Richelieu-Drouot.
- 1929-1932 : Villa Cavrois[63] à Croix (Nord) (propriété du centre des monuments nationaux depuis 2001).
- 1929 : Magasin Bally, concept store parisien - 11, boulevard de la Madeleine, Paris (disparu).
- 1929 : Nouveaux bureaux (devanture en rez-de-chaussée sur la rue) de l'hebdomadaire La Semaine à Paris, au no 28 rue d'Assas avec emploi de Lap rouge en soubassement[64] et comportant encore de nos jours des vitraux de Louis Barillet.
- 1929 : Transformation de l'hôtel particulier de Roger Gompel, boulevard Suchet Paris 16e (détruit).
- 1931 : Distillerie Mecidiyeköy (du nom d'un quartier de la capitale) et sa maison de gardien à Istanbul[65]. Au XXIe siècle, l'usine est reconvertie en galerie d'art Pilevneli, sa restauration ayant été assurée par l'architecte Emre Arolat sur une durée de 9 années. Le pavillon du gardien en marque l'entrée[66].
- 1932 : L'atelier du maître-verrier[67] Louis Barillet, situé au 15 square Vergennes, Paris 15e.
- 1932 : Villa Trapenard[68], 5 avenue Le Nôtre, Sceaux (Hauts-de-Seine).
- 1934 : Magasins Bally à Rouen (7, rue du Gros-Horloge[69]) et Lyon (26, rue de la République, enseigne transformée et agencement disparu).
- 1934 : Cabine de bateaux (deuxième et troisième classes) pour l'office des techniques d'utilisation de l'acier.
- 1936 : Caserne de pompiers[70], 8 rue Mesnil, Paris 16e.
- 1937 : Pavillons du SEITA, de l'Hygiène, de la Solidarité nationale et des Cafés du Brésil à l'exposition internationale de Paris.
- 1937 : Palais de la Lumière[71] à l'exposition internationale de Paris, sous l'égide de la compagnie parisienne de distribution d'électricité.
- 1937 : Magasin Bally - Alger.
- 1938 : projet de nouvelle école des beaux-arts à Lille.

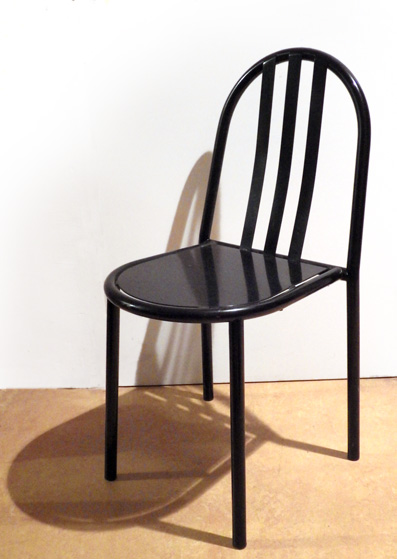
Chaise créée pour la villa Cavrois, à Croix

## Publications de Robert Mallet-Stevens
- 1911 : L'architecture au Japon, dans La Revue, ancienne revue des revues[72]
- 1922 : Une cité moderne, Paris, Charles Massin éditeur
- 1928 : Le décor moderne au cinéma, Paris, Charles Massin éditeur
- 1929 : Grandes constructions, Paris, Éditions d'art Charles Moreau
- 1930 : Dix années de réalisation en architecture et en décoration (préface de Maurice Raynal), Paris, Charles Massin éditeur
- 1938 : Vitraux modernes à l'exposition internationale de 1937 (avant-propos de Paul Léon), Paris, Éditions d'art Charles Moreau
- 1934 : Une demeure 1934 in L'architecture d'aujourd'hui, Jean-Michel Place éditions, 2000.  (ISBN 2-85893-545-9)
- 1917-1940 : Mallet-Stevens. Publication reprenant l'ensemble des écrits critiques de Robert Mallet-Stevens, préface et appareillage critique d'Alexandre Mare, AAM éditions, 2019  (ISBN 978-2-87143-350-7)

## Décors de films
- 1920 : Les Trois Mousquetaires d'Henri Diamant-Berger
- 1920 : Le Secret de Rosette Lambert de Raymond Bernard
- 1921 : Jettatura de Pierre-Gilles Veber
- 1921 : La Singulière Aventure de Neil Hogan, jockey ou Le Jockey Disparu de Jacques Riven[73]
- 1921 : La Maison vide de Raymond Bernard
- 1922 : Triplepatte de Raymond Bernard
- 1922 : Vingt Ans après d'Henri Diamant-Berger
- 1922 : Le Costaud des Épinettes de Raymond Bernard
- 1923 : Sœur Béatrice de Jacques Riven (projet abandonné)
- 1924 : L'Inhumaine de Marcel L'Herbier
- 1924 : Le miracle des loups de Raymond Bernard
- 1925 : La Ronde de Nuit de Marcel Silver[74]
- 1926 : Le Vertige de Marcel l'Herbier
- 1927 : La Sirène des tropiques d'Henri Étiévant et Mario Nalpas. Décorateurs Pierre Schildknecht et Eugène Carré seuls crédités au générique ; des scènes sont tournées dans la rue Mallet-Stevens.
- 1928 : Le Tournoi dans la cité de Jean Renoir. Une architecture fictive est construite par Mallet-Stevens pour une scène de joute médiévale au pied de la cité de Carcassonne.
- 1929 : Les Mystères du château de Dé de Man Ray, mettant à l'image réelle la villa Noailles.

## Distinctions
- 1925 :  Chevalier de la Légion d'honneur (pour sa participation à l'exposition de Paris en 1925)
- 1935 :  Officier de la Légion d'honneur (pour sa participation à l'exposition de Bruxelles en 1935).

## Hommages
- Il existe une rue Mallet-Stevens à Calais et à Croix, ainsi qu'une rue Robert Mallet Stevens à Châteauroux.
- Un timbre représentant deux de ses immeubles de la rue Mallet-Stevens à Paris a été émis en avril 1987. Cette rue souligne notamment la notoriété de l'architecte après l'exposition internationale de 1925. Sa structure repose sur le mode des villas parisiennes. Les hôtels particuliers, les ateliers d'artistes, ainsi que la propre résidence de Mallet-Stevens et son agence sont conçus comme « l'échantillon d'une ville moderne démonstrative des possibilités de variations formelles et du maintien d'une unité stylistique »[75]. En 1931, la revue L'Architecture d'aujourd'hui dévoila un numéro dédié à la comparaison des programmes des résidences-ateliers d'artistes, réputées au début de la nouvelle décennie[75].
- Un parc, les Jardins Mallet-Stevens, a été inauguré en 2016 à Croix, à proximité de la Villa Cavrois[76].